# Cadence-lypso
Genres dérivés
Zouk, bouyon
Genres associés
Kizomba, coladeira, kuduro, reggaeton
Le cadence-lypso (mélange des mots cadence et calypso) est la kadans de la Dominique. 

## Terminologie
Le mot est popularisé par le groupe Exile One vers le début des années 1970. Exile One de Gordon Henderson, Les Gramacks de Jeff Joseph et autres populaires cadence groupes dont le repertoire musical est calypso, reggae et surtout kadans ou kompa, ont introduit le synthétiseur dans la musique Antillaise,,.

## Histoire
La musique dominicaine contemporaine, c'est-à-dire la musique jouée par les orchestres de danse des années 1950, joue un rôle très important dans la vie nationale de la Dominique. Le paysage musical de la Dominique a connu de nombreux changements au cours de la période qui s'est écoulée depuis 1950. Dans les années 1940 et 1950, il y avait des groupes tels que les Casimir Brothers de Roseau. Les Swinging Stars sont apparus à la fin des années cinquante. Leur musique était une version dansante de nombreux types de musique populaire caribéenne et latine.
Au début des années 1960, le calypso et le steelpan trinidadien sont devenus les styles de musique les plus populaires à la Dominique, remplaçant la musique traditionnelle du carnaval comme le chanté mas et le lapo kabwit, en particulier dans la capitale Roseau. De nombreuses chansons traditionnelles du carnaval ont été interprétées sur le nouveau rythme du calypso. Des concours de calypso et de monarques du calypso ont vu le jour et sont devenus extrêmement populaires. C'est dans les années 1960 que la tendance à s'inspirer de la musique originale, de la musique traditionnelle et des chansons de la Dominique a commencé. La musique des Gaylords et, dans une moindre mesure, celle des De Boys et des Dem en sont probablement le meilleur exemple. Les Gaylords ont lancé une série de tubes tels que DouvanJou, Ti Mako, des chansons en créole dominicain et en français, ainsi que de puissantes chansons nationalistes en anglais, telles que Lovely Dominica et Pray for the Blackman. Ces chansons étaient interprétées sur des rythmes calypso et, plus tard, sur le nouveau rythme reggae venu de Jamaïque.
Les premières vedettes de cette époque sont les Swinging Busters, The Gaylords, De Boys an Dem et Los Caballeros, tandis que les groupes choraux gagnent également des fans, en particulier Lajenne Etwal, Siflé Montan'y et les chanteurs folkloriques de la Dominique. Ces premiers musiciens populaires ont été aidés par la diffusion de la radio, d'abord WIDBS, puis Radio Dominica.

## Caractéristiques
Le cadence-lypso a évolué sous l'influence des rythmes dominicains et caribéens/latins, ainsi que des guitares rock, des voix de style soul et des styles de basse et de cuivres funk - de la musique des États-Unis. À la fin des années 1970, Gordon Henderson définit le cadence-lypso comme « une synthèse de motifs musicaux caribéens et africains fusionnant le traditionnel et le contemporain », poussé dans les années 1970 par des groupes de la Dominique et premier style de musique dominicaine à être acclamé au niveau international. 